# Rock
Rock is een muziekgenre dat traditioneel gekenmerkt wordt door een bezetting van gitaar, basgitaar en drums, aangevuld met zang en/of andere instrumenten.
Rock werd populair in de Verenigde Staten tijdens de jaren 50, waar het zich ontwikkelde uit bestaande genres zoals rhythm-and-blues en country. Waar het toen alleen uit rock-'n-roll en rockabilly bestond, groeide rock uiteindelijk uit tot een muziekstroming met veel verschillende subgenres.
Rock waaide in de jaren zestig, mede dankzij de British Invasion, over naar de rest van de wereld. Eind jaren 60 ontstond de psychedelische rock, gevolgd door hardrock en punk in de jaren 1970. In de jaren erna waren new wave, heavy metal en grunge populair. Rock blijft wereldwijd een van de meest beluisterde genres.
Omdat het genre erg breed is, is 'rock' verworden tot een vrij algemene term. Het beslaat  hitparademuziek zoals Kane en K's Choice alswel sommige vormen van metal. Soms worden ook blues en country tot de rock gerekend.
Rock werd een internationaal cultureel fenomeen met een aanzienlijk sociaal effect, sterk variërende stijlen en een wijdverbreide populariteit.

## Geschiedenis

### Jaren zestig: British Invasion, psychedelische rock en folkrock

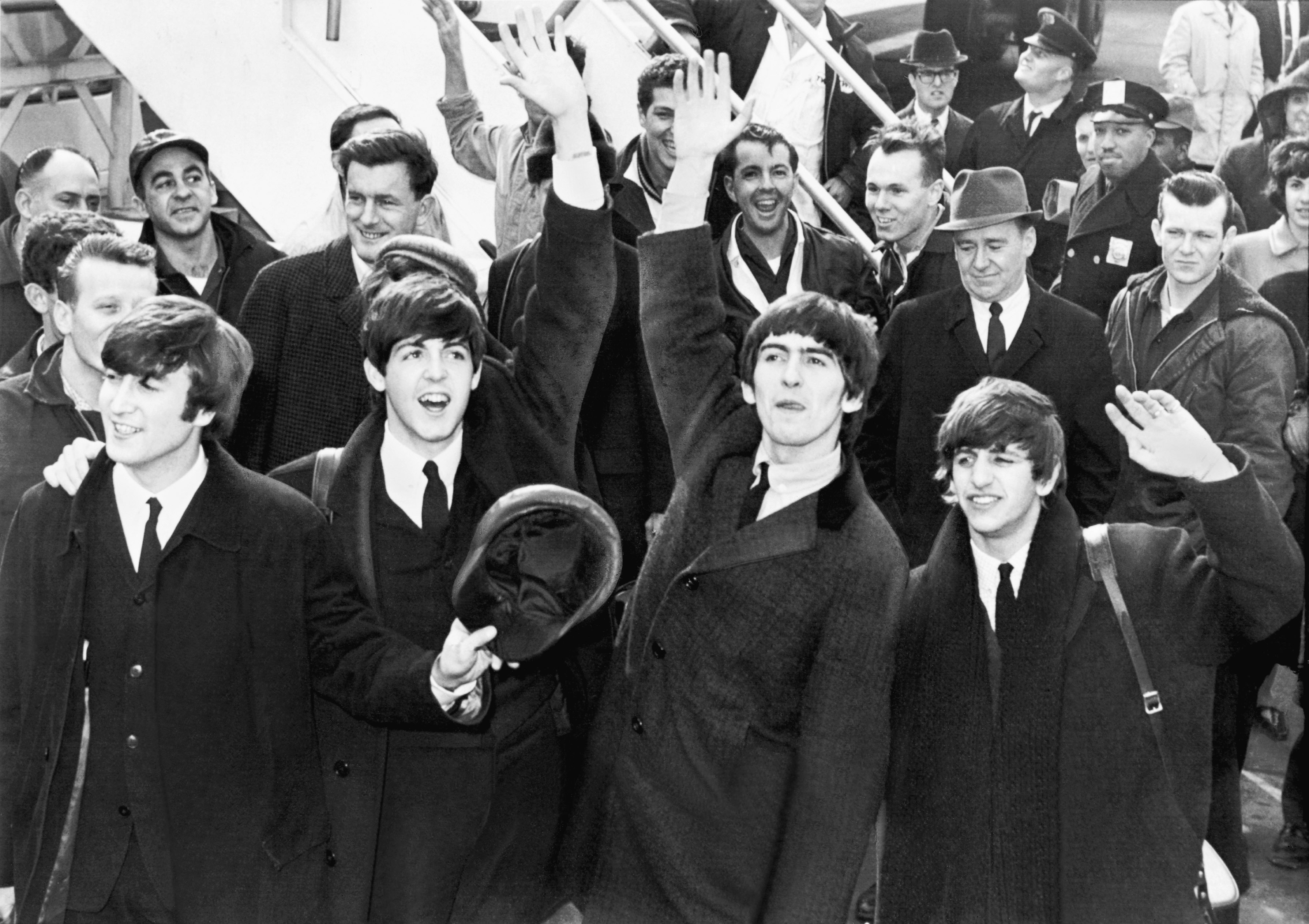
The Beatles werden in 2004 door Rolling Stone uitgeroepen tot de beste artiesten aller tijden.

In de periode voor de jaren zestig was rock-'n-roll het populairste muziekgenre, vooral in de Verenigde Staten. Tegen het einde van het decennium aan bloedde het genre min of meer dood. Dat maakte ruimte voor een nieuwe generatie muzikanten die in eerste instantie vooral vanuit Centraal Engeland opereerden (Merseybeat). De bands uit deze stroming worden als de eerste echte rockbands beschouwd. De jaren zestig waren het tijdperk van The Beatles, die in 1962 hun eerste plaat uitbrachten. Hun reputatie steeg snel en er ontstond een heuse Beatlemania. De band was deels verantwoordelijk voor de British Invasion; artiesten die Merseybeatmuziek in de Verenigde Staten, Australië en Canada populair maakten. De meest bewierookte plaat van The Beatles, Sgt. Pepper's Lonely Hearts Club Band, kwam in 1967 uit. Andere singles, zoals Hey Jude, Help!, Yesterday en Let It Be werden nummer 1-hits. In totaal behaalde The Beatles 40 nummer 1-posities met hun albums, singles en ep's en werd het met meer dan een miljard platen de best verkopende band aller tijden.
Psychedelische rock, een subgenre waarin ook The Beatles zich bevonden, raakte halverwege de jaren zestig in opkomst. Bands als Pink Floyd, The Doors en Jefferson Airplane maakten het genre populair. Jimi Hendrix had met zijn Jimi Hendrix Experience hits zoals Purple Haze en All Along the Watchtower. Hendrix' kwaliteiten op de gitaar zorgden ervoor dat muziektijdschrift Rolling Stone hem in 2004 tot beste gitarist aller tijden uitriep. Een ander populair subgenre was folkrock, waarin Bob Dylan een grote rol zou spelen. Zijn politiek geladen nummers als Blowin' in the Wind en Masters of War waren een punt van herkenning voor velen. Andere hits van Dylan waren onder andere Mr. Tambourine Man en Like a Rolling Stone. Bekende artiesten in de folkrock waren Neil Young, The Byrds, The Band en Simon & Garfunkel.
Andere bands die een grote stempel op de rockmuziek zouden zetten, ontstonden ook in de jaren zestig. The Rolling Stones konden zich qua populariteit meten met The Beatles en hadden hits zoals (I Can't Get No) Satisfaction, Paint It Black en Jumpin' Jack Flash. Ook na de jaren zestig bleven The Rolling Stones muziek maken; zij verkochten meer dan 200 miljoen albums en zijn tegen 2020 nog actief. The Who, bekend om zijn energieke liveoptredens, ontstond in 1964 en was een invloed voor vele rock-, hardrock- en punkbands. In 1969 bracht de band Tommy uit, dat gezien werd als de eerste rockopera. Grote hits waren onder andere My Generation, Pictures of Lily en Pinball Wizard. Andere artiesten, zoals The Yardbirds (met Eric Clapton, Jeff Beck en Jimmy Page), The Kinks, The Animals en Cream (wederom met Clapton) kenden veel commercieel succes. Vanuit de Verenigde Staten kregen acts als The Velvet Underground, Frank Zappa, The Doors en Iggy Pop & The Stooges bekendheid.

### Begin jaren zeventig: heavy metal, hardrock en glamrock

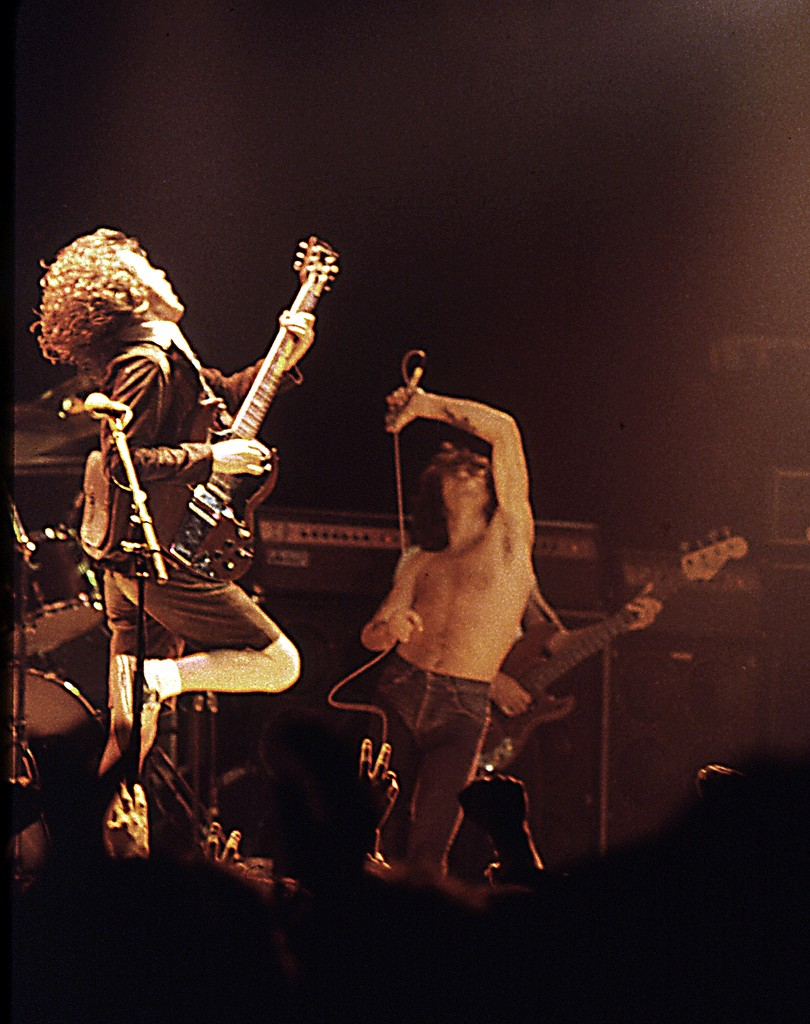
AC/DC was een van de pioniers van het hardrock-genre.

In 1968 vormde Jimmy Page met John Paul Jones, Robert Plant en John Bonham Led Zeppelin, een van de eerste bands die de heavy metal introduceerde. Ze werden bekend met nummers als Stairway to Heaven en Whole Lotta Love. VH1 plaatste Led Zeppelin op nummer 1 in de 100 Greatest Artists of Hard Rock-lijst. Andere bands hielpen mee het genre aan het grote publiek te brengen: het Australische AC/DC werd wereldwijd bekend met Whole Lotta Rosie en Highway to Hell, alhoewel Amerikaans succes pas in de jaren 80 zou komen. AC/DC's album Back in Black werd wereldwijd 42 miljoen keer verkocht. Ook Van Halen, (met de Nederlands-Amerikaanse Eddie en Alex Van Halen), Black Sabbath (die in 1970 het invloedrijke album Paranoid uitbrachten) en Deep Purple (met de nummers Child in Time en Smoke on the Water) werden befaamde namen in de wereld van de hardrock.
Een subgenre dat vaak invloeden had uit de heavy metal, was glamrock. Artiesten die glamrock populair maakten, waren onder anderen David Bowie, met zijn nummers Fame, Changes, Under Pressure (met Queen) en zijn personage Ziggy Stardust. Heavy metalband KISS, te onderscheiden door zijn zwart-witte make-up en kostuums, verwerkte ook veel glamrock in zijn muziek. KISS werd ook bekend door zijn spectaculaire optredens, vaak met veel rook, vuur en pyrotechnieken. Glamrock werd ook in de Verenigde Staten populair wanneer artiesten als Alice Cooper en de New York Dolls groot worden. Jeff Becks eigen project The Jeff Beck Group had succes met een combinatie van blues en hardrock.
De Engelse band Queen scoorde vanaf de jaren zeventig twee decennia lang hits, zoals Bohemian Rhapsody, We Will Rock You, Don't Stop Me Now en Another One Bites the Dust. Queen hield zich niet aan een subgenre en probeerden alle vormen van rock te ontdekken, waaronder hard- en glamrock. De hits stopten bij de dood van zanger Freddie Mercury in 1991, maar Queen bleef optreden (met Paul Rodgers) en later Adam Lambert. Het in 1964 opgerichte Pink Floyd maakte een vorm van progressieve rock, die werd geëvolueerd uit de experimentele rock. Pink Floyds albums The Dark Side of the Moon, Wish You Were Here en The Wall werden rockklassiekers. Andere progressieve-rockbands waren onder meer Yes, Supertramp, Van der Graaf Generator en Genesis.

### Eind jaren zeventig: punkrock en new wave

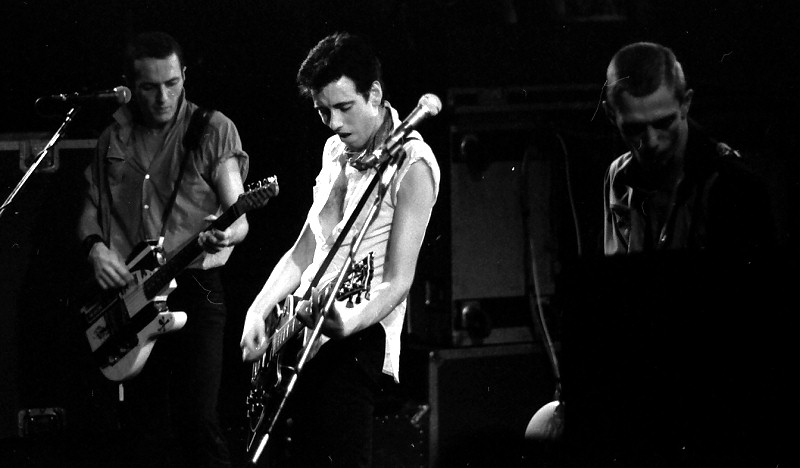
The Clash bracht in 1979 London Calling uit, volgens Rolling Stone het beste album uit de jaren 80.

Een van de eerste bands die de punkrock bekendheid gaf, waren de Ramones. Met nummers als Blitzkrieg Bop en Pet Sematary hadden zij in eerste instantie niet veel succes; pas vanaf de jaren 80 groeide de waardering voor The Ramones. In 1976 werd The Clash opgericht. Zij maakten punkrock, gecombineerd met reggae, rap en rock-'n-roll. Het album London Calling uit 1979 bracht de band ook succes in de Verenigde Staten. Behalve The Clash bracht Engeland ook Sex Pistols voort, een controversiële punkrockband die slechts 4 jaar zou bestaan. Hun enige studioalbum Never Mind the Bollocks, Here's the Sex Pistols wordt echter als een klassiek punkalbum gezien. The Ramones, The Sex Pistols en The Clash waren ook bekend vanwege hun uiterlijk: een minimalistische kledingstijl, vaak met leren jasjes en sneakers. Deze stijl werd al snel geassocieerd met de punkbeweging van toentertijd.
Punkbands, zoals Buzzcocks en Television werden vaak ook in het new wave (ook wel postpunk)rijtje geplaatst. Andere bands werden weer puur postpunk genoemd. Het Engelse Joy Division produceerde een donkere vorm van punk, die karakteristiek zou worden voor new wave. Deze stijl was te horen op hun debuutalbum Unknown Pleasures. In 1980 pleegde zanger Ian Curtis zelfmoord, wat het einde van de band betekende. Na Curtis' dood bracht de band nog Closer uit, het tweede en laatste album. De overige bandleden creëerden een nieuwe band: New Order. Andere postpunkbands waren onder meer The Cure (die zich qua muziekstijl ook in de gothic rock bevonden), The Police (met reggae- en ska-invloeden) en Echo & the Bunnymen.

### Jaren tachtig: alternatieve rock enindierock
Een nieuwe stroming bands in de jaren 80 werd onder de noemer "alternatieve rock" geschaard, die gebruikt werd om punkrockgeïnspireerde bands te beschrijven die niet in de mainstreammuziek pasten. Alternatieve rock was een vervolg op de punkrock, soms gecombineerd met folk, reggae en elektronische muziek. Een van de eerste albums die tot de alternatieve rock werden gerekend, was Murmur, het debuut van de Amerikaanse band R.E.M. Deze band werd eind jaren 80 een gevestigde naam, met albums als Out of Time en Automatic for the People. Samen met R.E.M. kregen meer alternatieve bands bekendheid: The Cure combineerde alternatieve rock met gothic rock. Sonic Youth maakte behalve alternatieve rock ook een vorm van noiserock. In Engeland werden bands als Dire Straits en The Smiths (met zanger Morrissey en gitarist Johnny Marr) populaire bands. The Smiths zou later een grote invloed zijn op de 'britpop'-generatie.

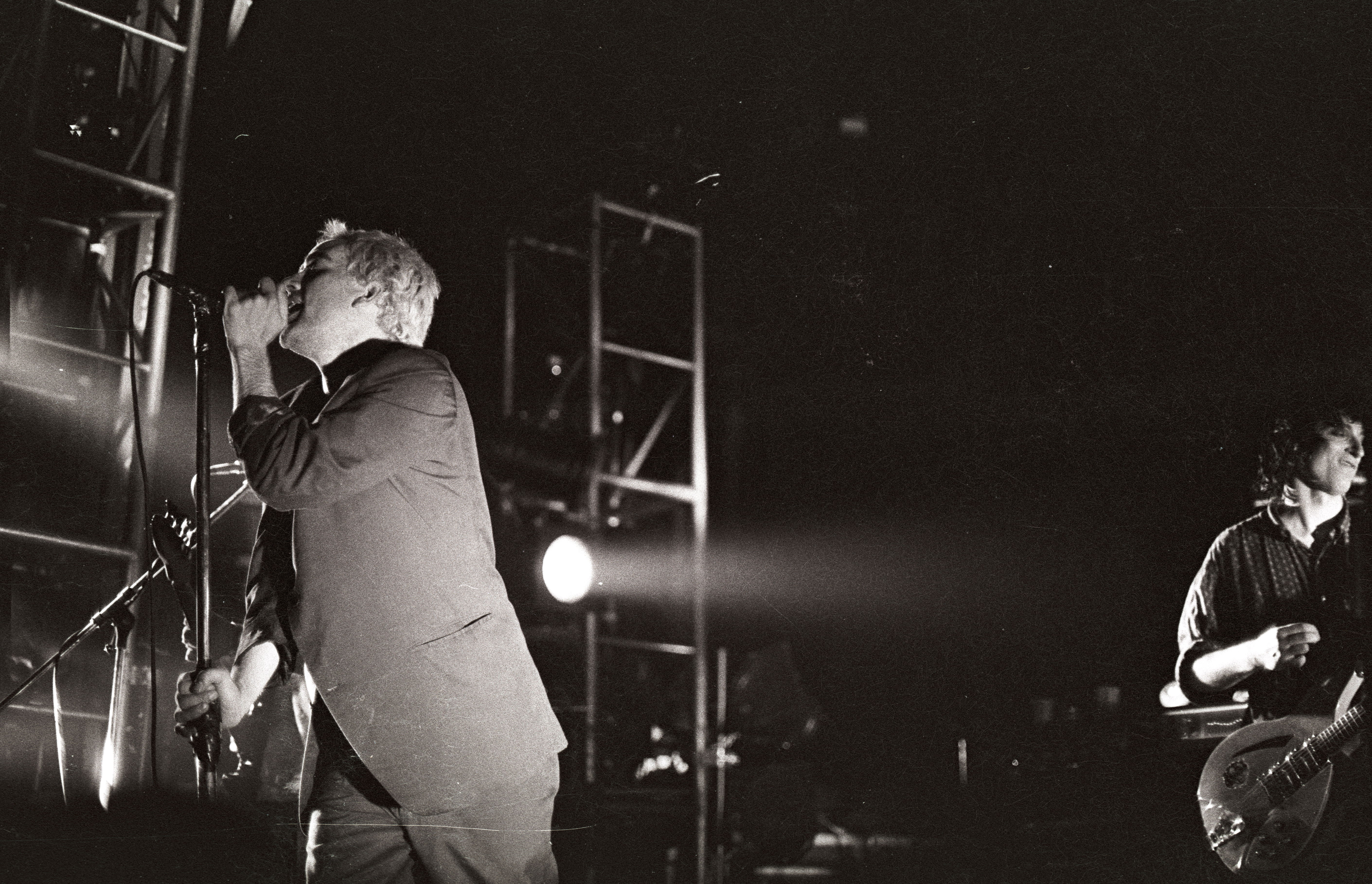
R.E.M. werd in 2007 tot de Rock and Roll Hall of Fame toegelaten.

In Engeland was er in de jaren 80 sprake van de new wave of British heavy metal. Engelse bands als Iron Maiden, Motörhead en Def Leppard, en Amerikaanse bands als Metallica kregen met een 'extreem' subgenre veel mainstreamaandacht. Metallica's Black Album bevatte nummers als Enter Sandman en Nothing Else Matters. NWOBHM lag qua stijl dicht bij glam metal, een vorm van heavy metal die ook wel hairmetal werd genoemd. Glam metal werd gespeeld door onder andere Europe, Mötley Crüe en Bon Jovi. Guns N' Roses kreeg veel succes met hun combinatie van glam metal met blues en punk. Guns N' Roses’ debuutalbum Appetite for Destruction, met de nummers Welcome to the Jungle en Sweet Child o' Mine, werd 27 miljoen keer verkocht. Een ander bekend nummer is het 9 minuten durende November Rain (van het album Use Your Illusion I).
In de Verenigde Staten groeide Aerosmith uit tot de succesvolste Amerikaanse hardrockband aller tijden. Hun combinatie tussen blues-rock en heavy metal was al succesvol in de jaren zeventig, maar vergaarde in de decennia erna vergelijkbare roem. Uit Ierland kwam U2, dat in de beginjaren een post-punk-achtige rock maakte, maar zich daarna richtte op alternatieve- en poprock. Een van U2's bekendste nummers is Sunday Bloody Sunday, een protestnummer dat aanwezig is op het album War. Instrumentale rock kreeg ook veel aandacht met sologitaristen als Joe Satriani en Steve Vai. Singer-songwriter Bruce Springsteen bracht in 1984 het succesvolle Born in the U.S.A. uit, nadat hij al eerder met het album (en gelijknamige single) Born to Run kwam. Springsteen maakte een combinatie van folk en rock, in die tijd ook wel heartland blues genoemd. Eind jaren 80 raakte ook funkrock in opkomst, met bands als Red Hot Chili Peppers en Living Colour. In Engeland kwam de shoegaze op met bands als The Jesus and Mary Chain, My Bloody Valentine, Spacemen 3 en Lush.

### Jaren negentig: grunge, britpop, punk en fusies

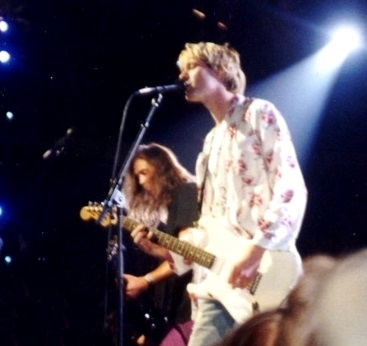
Kurt Cobain en Krist Novoselic van Nirvana op de MTV Video Music Awards in 1992.

In Seattle ontstond begin jaren 90 de grunge: een mix van punk, heavy metal, noise- en indierock, gekarakteriseerd met veel distortion in het gitaarwerk. Verschillende bands uit Seattle brachten de grunge naar de mainstreammuziek, waaronder Nirvana, Soundgarden, Pearl Jam en Alice in Chains. Nirvana werd in 1987 opgericht en bestond na enkele wisselingen uit zanger-gitarist Kurt Cobain, bassist Krist Novoselic en drummer Dave Grohl. Hun hoogtepunt werd bereikt met het album Nevermind uit 1991, waarop het nummer Smells Like Teen Spirit aanwezig was. Het derde (het eerste album was Bleach uit 1989) en laatste album In Utero werd in 1993 uitgebracht, een jaar voordat Cobain zelfmoord pleegde. Een ander album dat de grunge op de kaart zette, was Ten van Pearl Jam (met het nummer Alive). In 1994 bracht Soundgarden hun bekendste album Superunknown (met het nummer Black Hole Sun) uit. Grunge werd uiteindelijk het populairste subgenre in de eerste helft van de jaren 90.
In 1991 werd in het Engelse Manchester Oasis opgericht, geleid door de gebroeders Noel en Liam Gallagher. Hun debuutalbum Definitely Maybe zorgde voor een omschakeling in de Britse muziek. Oasis' populariteit steeg voornamelijk in Engeland tot grote hoogten na het tweede album (What's the Story) Morning Glory?. Oasis vocht tijdens deze periode de zogenaamde Battle of Britpop uit met Blur, die gelijktijdig het britpopgenre populair maakte. Britpop haalde veel invloeden uit de Britse popmuziek uit de jaren zestig en 1970 en was in feite het Engelse antwoord op grunge. Ook Pulp werd een symbool voor britpop. Alhoewel zij al in 1978 werden opgericht, vergaarden zij het meeste succes in de jaren 1990. Ook Radiohead werd bekend in dezelfde periode, maar onttrok zich enigszins aan de 'britpop'-stempel door een soort avant-gardemuziek te maken. Hun album OK Computer werd door Pitchfork Media het beste album van de jaren 1990 genoemd.
De jaren 90 was ook een periode om verschillende genres met elkaar te vermengen. Veel van deze subgenres kwamen in de mainstream muziek terecht. Punk en pop werden gecombineerd door onder andere Green Day en The Offspring. Green Day werd populair met het album Dookie uit 1994. Daarmee werd punkrock ook een onderdeel van de mainstream muziek, voornamelijk in de Verenigde Staten. De combinatie rap-(hard)rock (ook wel rapcore) begon met Faith No More's eerste single Epic. Hiermee plaveide het wegen voor bands als Rage Against the Machine en later Limp Bizkit, KoЯn en Slipknot. Dit bracht een fris geluid door de gecombineerde turntablismgeluiden, rap met de distorted gitaren van de metalgeoriënteerde rock. Later in dit decennium werd deze stijl definitief bestempeld als rapcore/raprock en was het het genre waarin bands als Linkin Park en P.O.D. grote successen behaalden. Veel van deze bands gaan dieper en bevinden zich in de nu-metal.
Gedurende de eeuwwisseling braken meer bands door, zoals Papa Roach met het debuutalbum Infest dat platina kreeg. In 2001 bereikte de nu-metal zijn piek gezien het grote aantal gecontracteerde bands bij de grote platenmaatschappijen. Vanaf 2002 verzwakte de concentratie van de muziekzenders echter en richtten deze zich meer op poppunk en emo-bands.
Gerelateerd aan rapcore was de nu metal/alternatieve metal van Nine Inch Nails en System of a Down. The Smashing Pumpkins maakten een combinatie van hardrock, grunge en psychedelische rock.

### Jaren nul: postpunkrevival en alternatieve rock

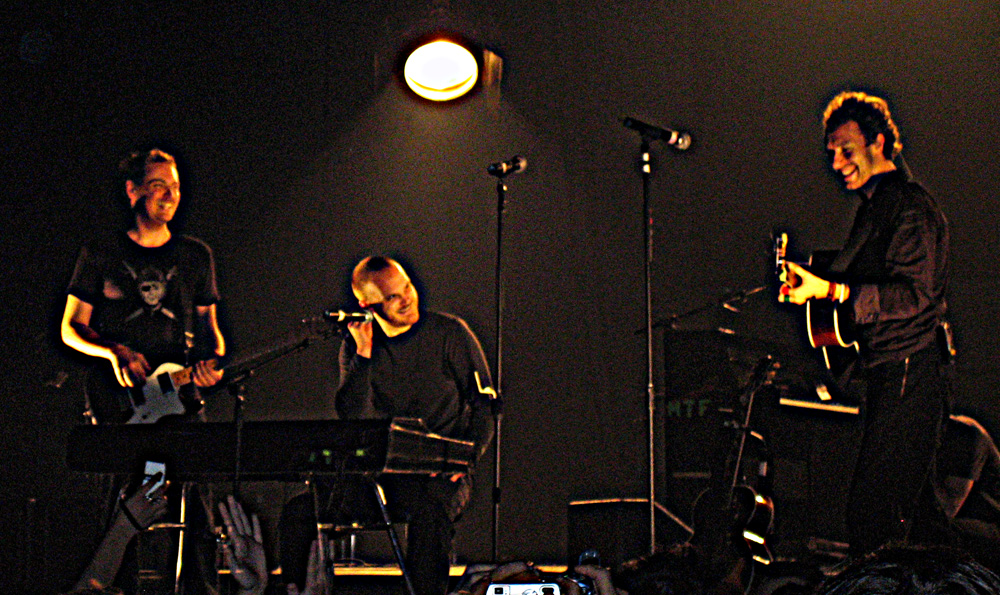
Coldplay

Twee genres kregen aan het begin van de 21e eeuw bekendheid: de garage rock revival en de postpunkrevival. The Strokes waren met hun debuutalbum Is This It de eersten die beiden subgenres vorm gaven. Na het succes van Is This It kregen meer postpunkbands de aandacht, zoals The Libertines en The Hives. Nadat deze bands ook meer populariteit hadden gekregen, volgde er een stroom nieuwe postpunkbands, voornamelijk in het Verenigd Koninkrijk. Het Schotse Franz Ferdinand bracht in 2004 zijn debuutalbum met de single Take Me Out uit. Arctic Monkeys brachten in 2006 hun debuut Whatever People Say I Am, That's What I'm Not uit, een jaar later gevolgd door Favourite Worst Nightmare. Met deze albums steeg de populariteit van de band. Andere postpunkbands waren onder meer Bloc Party, Editors, Kaiser Chiefs, The Kooks en The Killers.
Coldplay werd wereldwijd populair met hun alternatieve rock. Hun album A Rush of Blood to the Head bevatte de nummers The Scientist en Clocks. De Red Hot Chili Peppers waren ondertussen van hun funkrock afgestapt, en brachten met By the Way en Stadium Arcadium albums die meer richting poprock neigden. Naast poprock bleef ook de alternatieve rock niet stilzitten. The White Stripes, bestaande uit Jack en Meg White, brachten in 2003 het album Elephant uit met de single Seven Nation Army. The White Stripes maken een mix tussen garage rock en blues. In Engeland werd Muse een van de bekendste alternatieve bands, met Origin of Symmetry uit 2001 als meest geprezen album. De nu metal uit de jaren 90 werd voortgezet door onder andere Linkin Park. Een ander subgenre dat aan populariteit won, was emo, dat zijn wortels in de hardcore punk heeft liggen. Emo kreeg in de 21e eeuw een grote fanbase en verschillende bands kregen het predicaat 'emo', een stempel waarvan zij zich meestal distantieerden.